# Noragiele
Noragiele (lit. Noragėliai) − wieś na Litwie, zamieszkana przez 139 ludzi, w rejonie łoździejskim, 22 km na wschód od Łoździejów.